# Protram

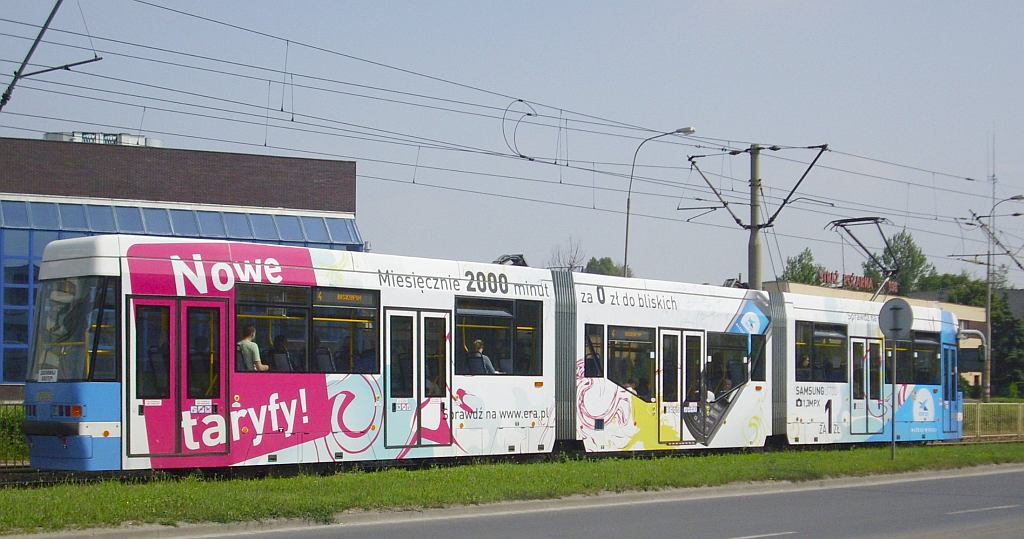
Protram 205 WrAs we Wrocławiu

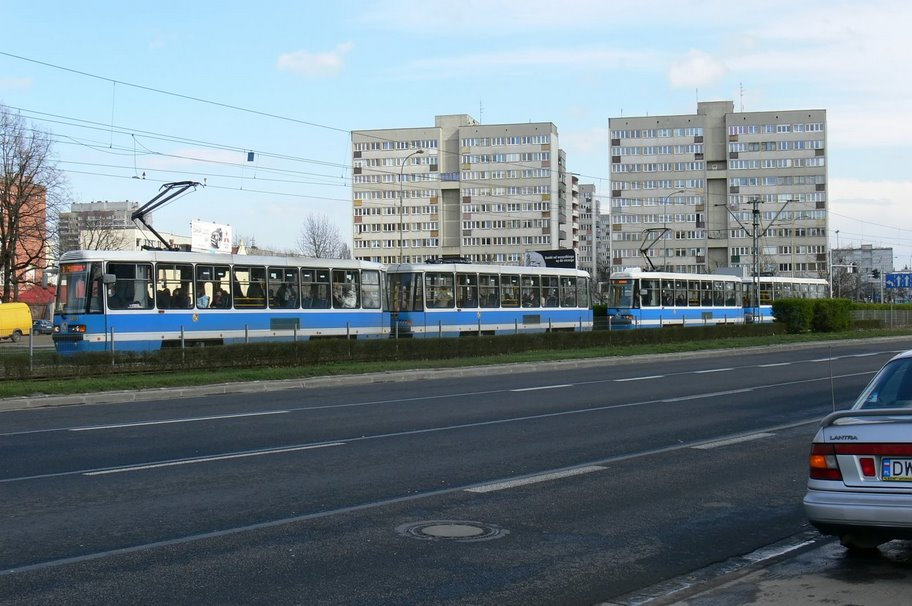
Tramwaj Konstal/Protram 105NWr (przed modernizacją: Konstal 105Na)

Remonty i Modernizacja Tramwajów Protram Wrocław Sp. z o.o. – istniejąca w latach 1999–2016  we Wrocławiu firma zajmująca się naprawą, modernizacją oraz budową taboru tramwajowego.

## Historia

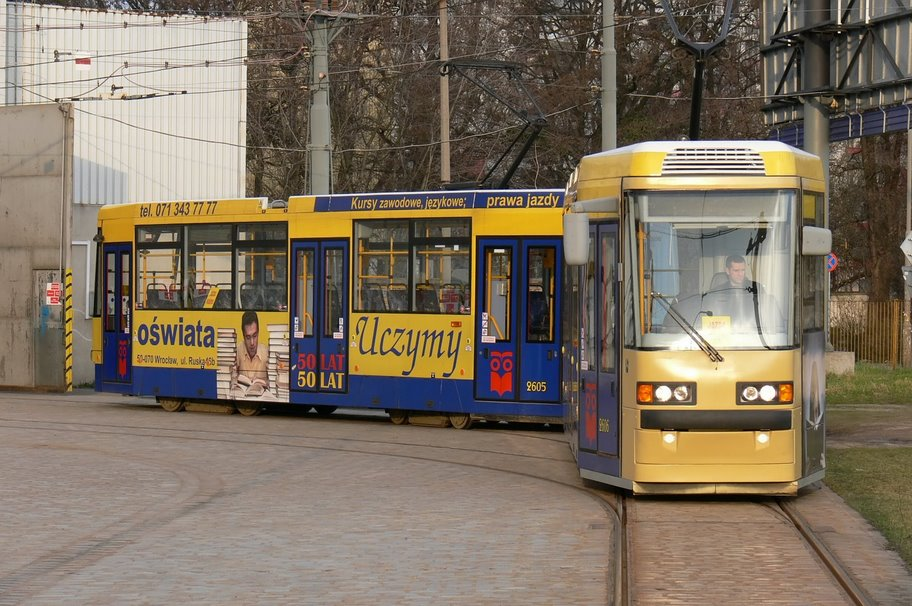
Tramwaj Protram 204 WrAs we Wrocławiu, tuż po wymianie przodu

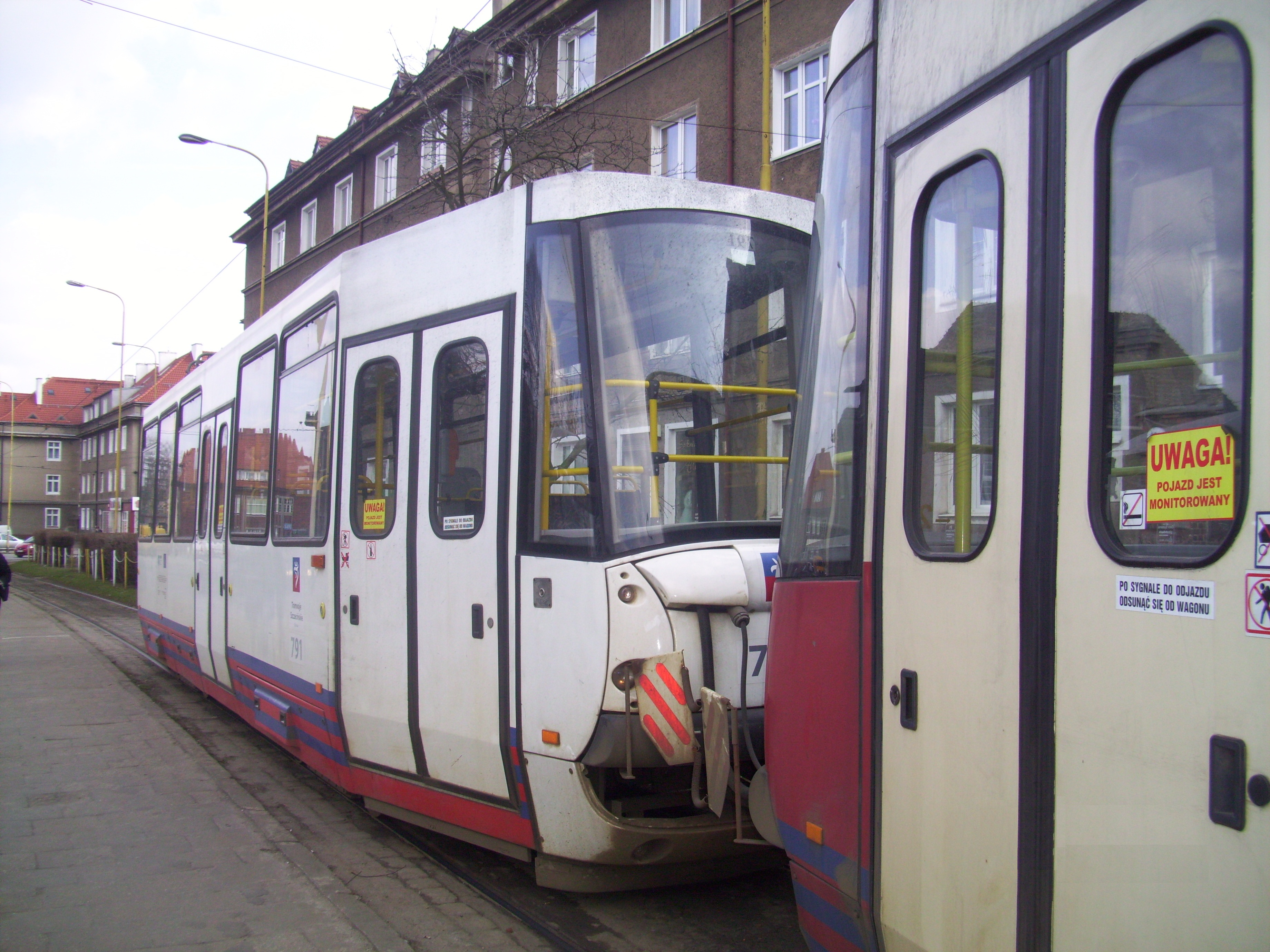
Doczepa firmy Protram w Szczecinie

Historia Protramu sięga 1925 roku, kiedy miejska spółka tramwajowa SSB (Städtische Straßenbahn Breslau) wykupiła dwie prywatne spółki tramwajowe i uruchomiła główne warsztaty w zajezdni na ul. Legnickiej, gdzie następnie działał Protram. Po II wojnie światowej warsztaty główne uruchomione były w tym samym miejscu. W latach 1990. warsztat zaczął wykonywać naprawy główne tramwajów Konstal 105Na, a w 1996 r. wspólnie z Adtranz stworzył dwa tramwaje 105Ng.
W 1999 roku przeprowadzono restrukturyzację MPK Wrocław i Zakłady Napraw Tramwajów wydzielono do spółki pracowniczej RMT Protram. Największym zleceniem była modernizacja wrocławskich tramwajów 105Na do standardu 105NWr. W 2007 r. Protram wyprodukował sześć doczep do 105Na dla Szczecina. Później dla Krakowa zbudowano pojedynczy pięcioczłonowy tramwaj 405N. Zakład prowadził także modernizacje taboru 105Na dla sieci w Poznaniu, Gdańsku, Katowicach i Łodzi − ponad 300 wagonów, większość dla Wrocławia.
W 2004 r. powstał pierwszy nowy produkt: Protram 204WrAs, a w 2006 r. opracowano trzyczłonowy częściowo niskopodłogowy tramwaj Protram 205WrAs. W 2009 r. zaprojektowano model Protram 206 z 70% niskiej podłogi, jednak z braku środków nigdy nie zbudowano prototypu.
Zakład zatrudniał 58 pracowników, w tym 15 w pionie technicznym i administracyjnym - pozostali to wykwalifikowani pracownicy, w większości przejęci z byłego Zakładu Napraw Tramwajów.
Od 2013 przedsiębiorstwo było zagrożone upadkiem z powodu braku zamówień. Na początku lutego 2016 Protram rozpoczął przygotowywanie wniosku upadłościowego, jednocześnie kierując prośbę do MPK Wrocław o wstrzymanie ściągania długów. Spółka poinformowała również o nawiązaniu kontaktu z inwestorem strategicznym. Ostatecznie sąd zdecydował o postawieniu spółki w stan upadłości, a 9 listopada 2016 r. zatwierdził zgodę na odstąpienie od sprzedaży przedsiębiorstwa w całości i sprzedaż majątku w częściach.

## Produkcja
Zakłady prócz kompleksowych napraw i modernizacji wagonów typu 105N i 105Na produkowały nowe tramwaje 204 WrAs (od 2004 r.) i 205 WrAs (od 2006 r.), a także remontowały wagony typu N. Dostarczyły 12 wagonów typu 204 WrAs i 26 składów typu 205 WrAs dla Wrocławia, 6 wagonów doczep czynnych Alstom Konstal 105N2k/2000 dla Szczecina oraz zmodernizowały ponad 200 wagonów typu 105N dla przedsiębiorstw komunikacyjnych z Gdańska i Wrocławia. W latach 2011–2012 w zakładach powstał prototypowy wagon 405N dla Krakowa stanowiący modernizację trzech wagonów typu 105Na połączonych dwoma członami niskopodłogowymi opartymi na przegubach.

## Produkty
Protram wyprodukował cztery modele tramwajów - 204 WrAs (wagony jednoczłonowe wysokopodłogowe), 205 WrAs (trójczłonowe, w 20% niskopodłogowe), 405N (pięcioczłonowy prototyp, w 25% niskopodłogowy) oraz doczepy czynne do tramwajów Alstom Konstal 105N2k/2000 dla Szczecina.
W fazie projektu pozostał trójczłonowy, czterowózkowy tramwaj z 70% udziałem niskiej podłogi - Protram 206 WrAs. Cechowały go niskie wejścia, brak stopni wewnątrz wagonów, modułowa konstrukcja oraz zastosowanie nowoczesnych materiałów, wśród których są m.in. kompozyty węglowe zastosowane w strefach odpowiedzialnych za bezpieczeństwo i pochłanianie energii.